# Küçük Sırlar
Küçük Sırlar (türkisch für Kleine Geheimnisse) ist eine türkische Jugend-Drama-Serie, die seit dem 14. Juli 2010 vom Sender Kanal D ausgestrahlt wurde, später jedoch von Star TV gesendet wurde. Die letzte Folge wurde am 2. September 2011 ausgestrahlt. Die Serie wurde von Timur Savcı entworfen.
Küçük Sırlar erzählt die Geschichte von teilweise reichen und außergewöhnlichen Jugendlichen. Die Serie handelt von Su und ihrem Umfeld. Die Serie ähnelt der US-amerikanischen Serie Gossip Girl.

## Besetzung
| Charakter            | Schauspieler         | Staffel |
| -------------------- | -------------------- | ------- |
| Su Mabeynci          | Sinem Kobal          | 1       |
| Çetin „Çet“ Ateşoğlu | Burak Özçivit        | 1       |
| Ayşegül Yalçın       | Merve Boluğur        | 1       |
| Arzu                 | İpek Karapınar       | 1       |
| Demir Karaman        | Birkan Sokullu       | 1       |
| Ali Erarslan         | Kadir Doğulu         | 1       |
| Meriç Karaman        | Ecem Uzun            | 1       |
| Aslan Cem Mabeynci   | Mehmetcan Mincinoğlu | 1       |
| Emre Mabeynci        | Hakkı Erkök          | 1       |
| Ömer Ateşoğlu        | Yıldırım Urağ        | 1       |
| Ceyla                | Gonca Vuslateri      | 1       |
| Heves                | Dilara Öztunç        | 1       |
| Fikriye Mabeynci     | Yıldız Kültür        | 1       |
| Şebnem               | Şenay Gürler         | 1       |
| Biricik              | Ebru Akel            | 1       |
| Neslişah             | Enginay Gültekin     | 1       |
| Samim                | Yosi Mizrahi         | 1       |
| Ece                  | Şebnem Dönmez        | 1       |